# كولبس أنغولي
كولبس أنغولي (الاسم العلمي: Colobus angolensis) هو نوع من الحيوانات يتبع جنس الكولبس من فصيلة سعادين العالم القديم.